# Ipoh
Ipoh város Malajziában, George Towntól közúton kb. 150 km-re délkeletre, Kuala Lumpurtól mintegy 200 km-re északnyugatra.
Ipoh Perak szövetségi állam fővárosa. Kereskedelmi és ónbányászati központ. Templomairól és barlangjairól nevezetes. Sok épülete megmaradt a gyarmati időszakból.
A város lakossága  445 ezer (2013), az agglomerációé 758 ezer fő (2010).

## Éghajlat
Az évi hőingadozás 1-2 fok, a napi hőingadozás a nappalok és éjszakák között 6-8 fok.
Évi átlagos csapadékmennyiség 2400 mm.

## Demográfia
A város etnikai összetétele a 2010-es népszámlálás idején:
| Ipoh, 2010 | Ipoh, 2010 | Ipoh, 2010 |
| Etnikum    | Népesség   | Százalék   |
| ---------- | ---------- | ---------- |
| Kínai      | 290 165    | 44,1%      |
| Maláj      | 253 592    | 38,5%      |
| Indiai     | 92 587     | 14,1%      |
| Egyéb      | 21 548     | 3,2%       |

## Nevezetesebb szülöttei
- Michelle Yeoh (* 1962), színésznő
- Eric Schweitzer (* 1965), vállalkozó
- Michael Wong (* 1970), énekes
- Amber Chia (* 1981), modell és színésznő

## Képek

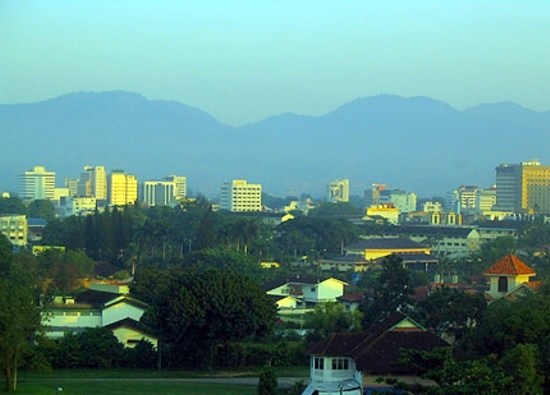
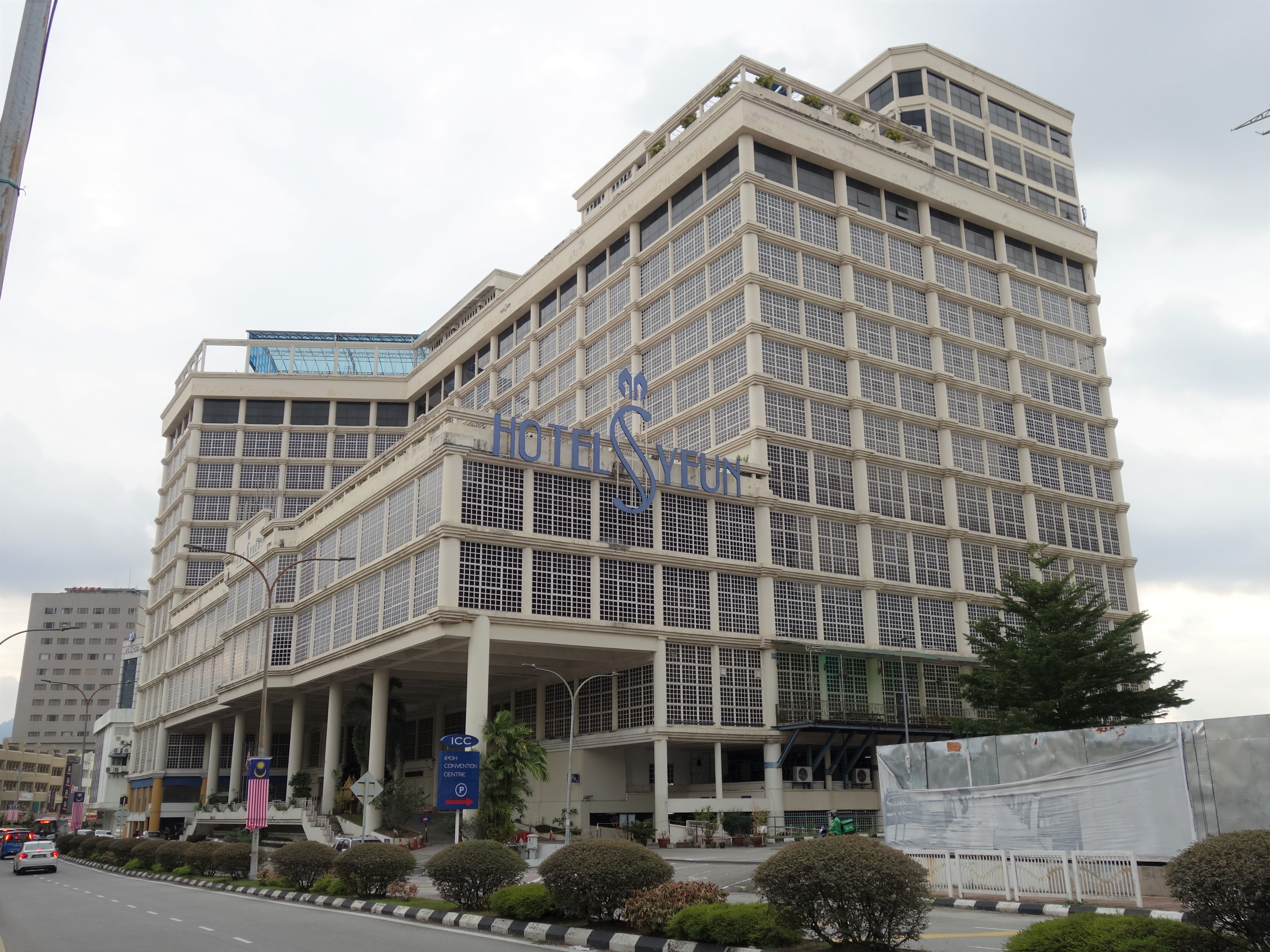
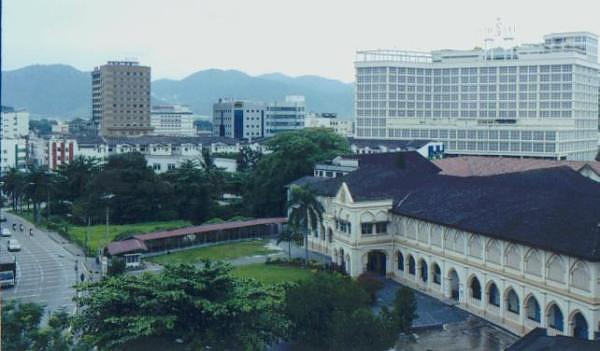
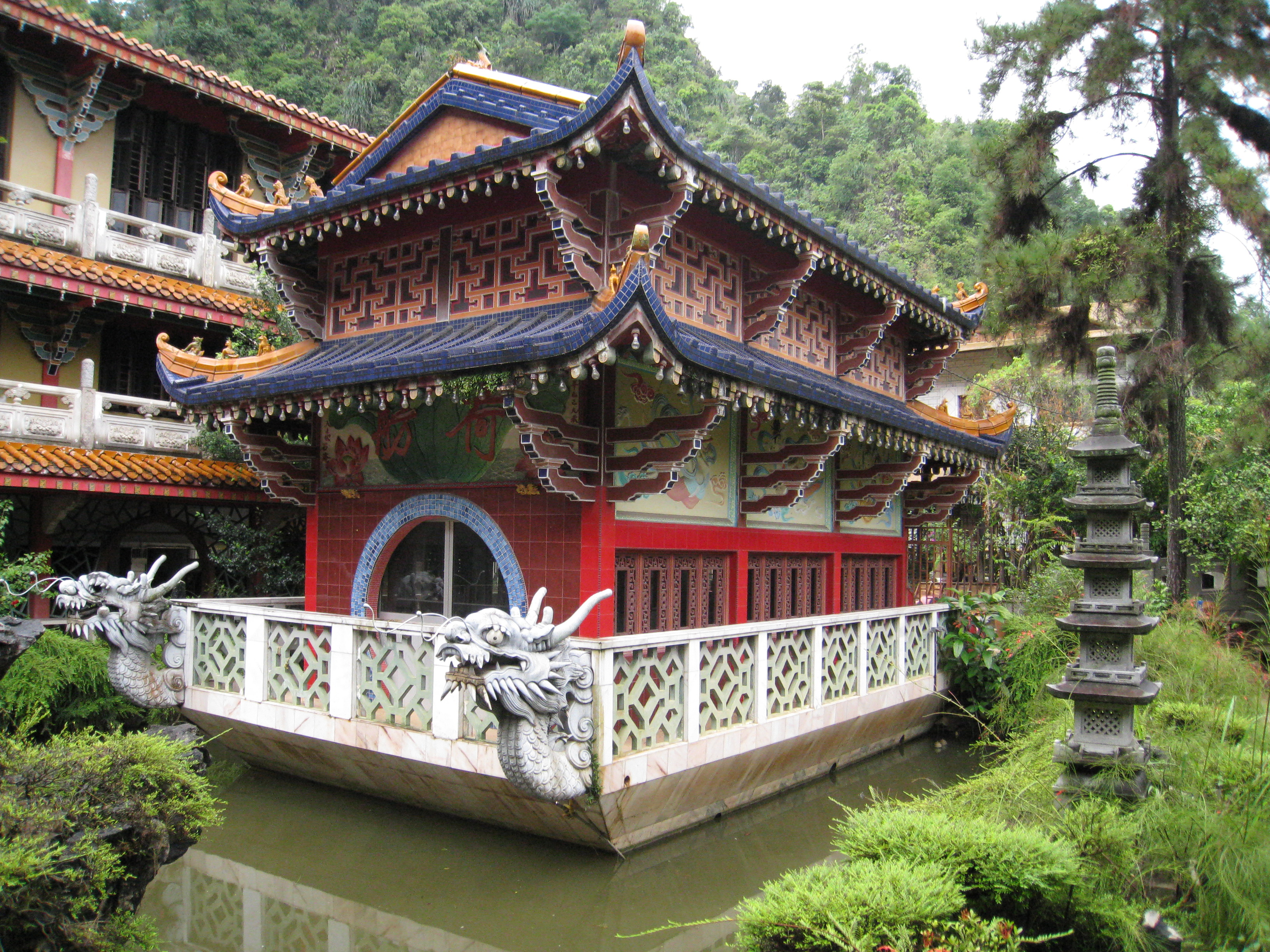
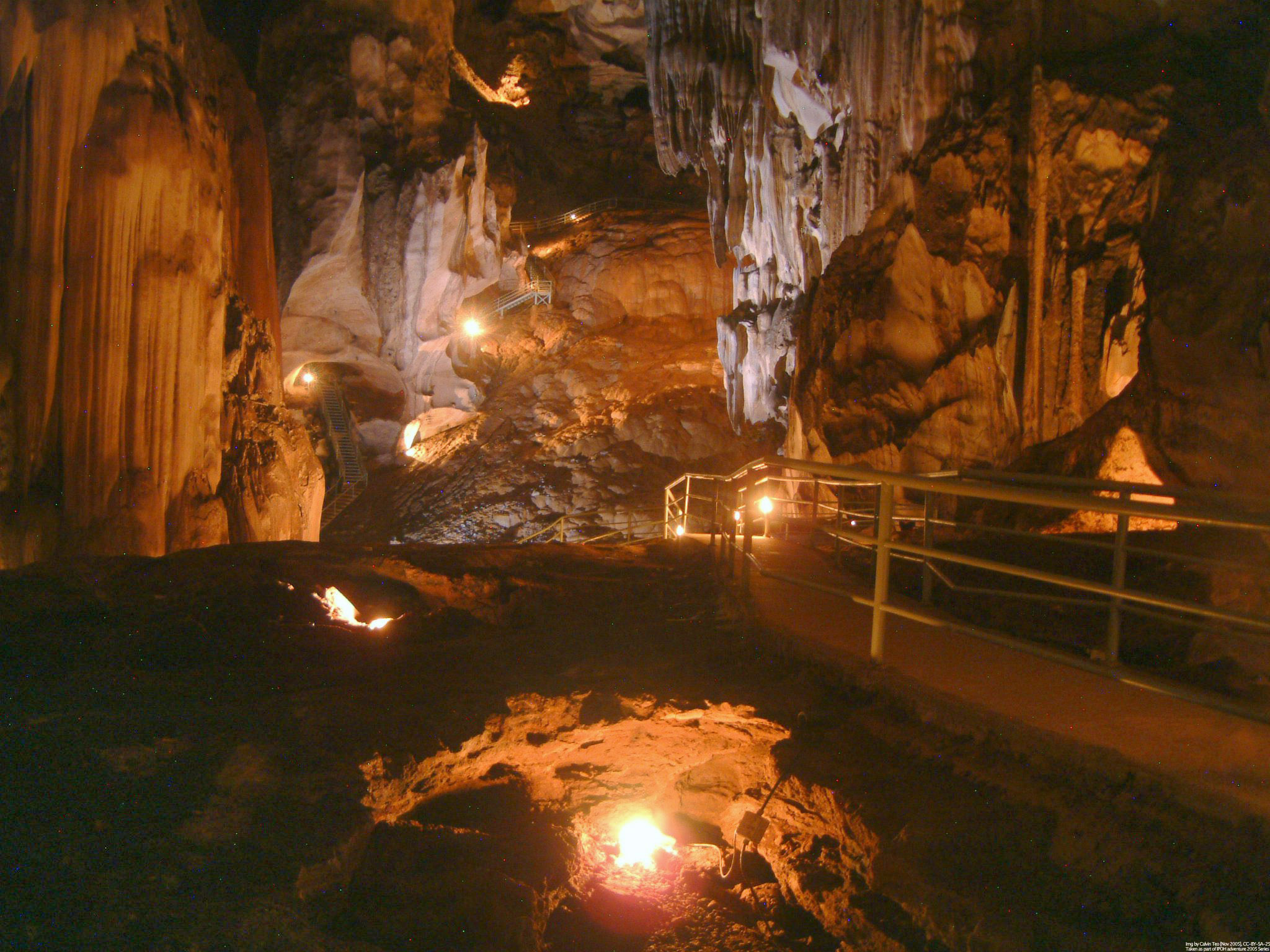